# Liste der Biografien/Weh
Liste der Biografien |
Portal Biografien |
Personensuche
# |
A |
B |
C |
D |
E |
F |
G |
H |
I |
J |
K |
L |
M |
N |
O |
P |
Q |
R |
S |
T |
U |
V |
W |
X |
Y |
Z |
?
 
Wa |
Wc |
Wd |
We |
Wh |
Wi |
Wj |
Wl |
Wn |
Wo |
Wr |
Ws |
Wt |
Wu |
Ww |
Wy |
Wz
 
Wea |
Web |
Wec |
Wed |
Wee |
Wef |
Weg |
Weh |
Wei |
Wej |
Wek |
Wel |
Wem |
Wen |
Weo |
Wep |
Wer |
Wes |
Wet |
Weu |
Wev |
Wew |
Wex |
Wey |
Wez
Die Liste der Biografien führt alle Personen auf, die in der deutschsprachigen Wikipedia einen Artikel haben. Dieses ist eine Teilliste mit 342 Einträgen von Personen, deren Namen mit den Buchstaben „Weh“ beginnt.

## Weh
- Weh, Adalbert (1940–2002), deutscher Lehrer und Übersetzer
- Weh, Herbert (1928–2021), deutscher Elektrotechniker

### Weha
- Weha, altägyptischer Beamter der 6. Dynastie
- Wehage, Christel (1946–1970), deutsches Todesopfer an der Berliner Mauer
- Wehage, Eckhard (1948–1970), deutsches Todesopfer an der Berliner Mauer
- Wehage, Paul (* 1963), US-amerikanischer Komponist und Saxophonist
- Wehausen, John (1913–2005), US-amerikanischer Ingenieurwissenschaftler

### Wehb
- Wehbe, Charbel (* 1953), libanesischer Diplomat und Politiker
- Wehbe, Haifa (* 1976), libanesische SängerinHaifa Wehbe (* 1976)

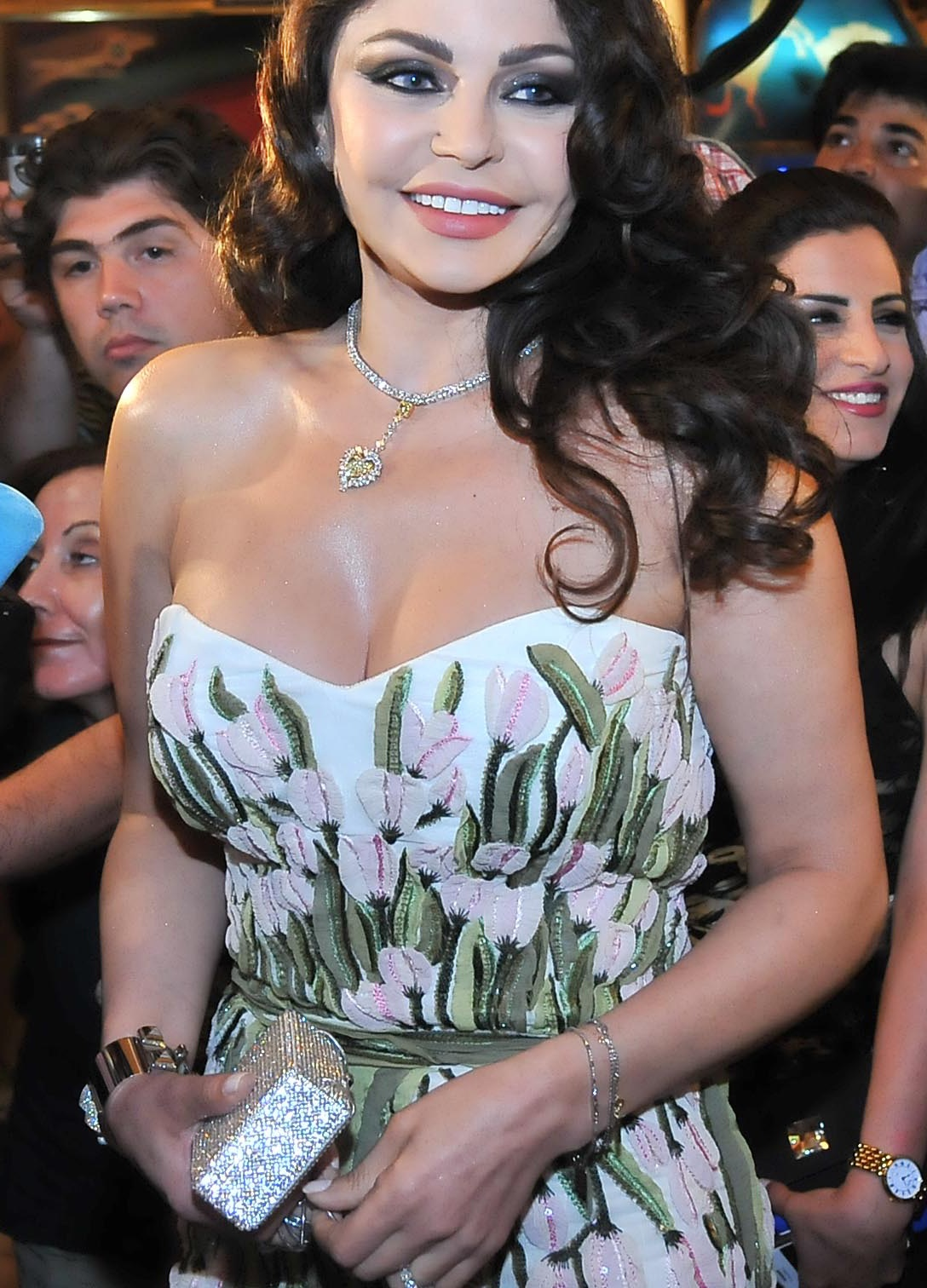
Haifa Wehbe (* 1976)

- Wehbe, Melanie (* 1991), schwedische Sängerin und Songwriterin
- Wehber-Schuldt, Johann Friedrich Basilius (1773–1840), deutscher Gutsbesitzer und Freimaurer
- Wehberg, Frauke (* 1940), deutsche Bildhauerin
- Wehberg, Hans (1885–1962), deutscher Völkerrechtslehrer und Pazifist
- Wehberg, Heinrich (1855–1912), deutscher Arzt und Bodenreformer
- Wehberg, Hinnerk (* 1936), deutscher Landschaftsplaner und Architekt

### Wehd
- Wehdan, Nadeen (* 1997), katarische Trampolinturnerin
- Wehde, Friedrich, deutscher Glasmaler und Hoffotograf
- Wehdeking, Volker Christian (* 1941), deutscher Germanist und Hochschullehrer
- Wehder, Eduard (1852–1923), deutscher Politiker (SPD)
- Wehding, Hans-Hendrik (1915–1975), deutscher Dirigent und Komponist
- Wehdorn, Manfred (* 1942), österreichischer Architekt

### Wehe
- Wehe, Hans Jakob († 1525), Prediger und Bauernführer
- Wehe, Hans-Peter (* 1956), deutscher Radrennfahrer
- Wehe, Oliver (* 1967), deutscher Balletttänzer, Tanzlehrer und ehemaliger Schauspieler
- Wehe, Walter (1900–1971), deutscher Politiker (KPD)
- Wehefritz, Valentin (* 1933), deutscher Bibliothekar und Bibliograf
- Wehemneferet, altägyptische Prinzessin

### Wehg
- Wehgartner, Irma (* 1943), deutsche Klassische Archäologin
- Wehgartner, Robert (1909–1974), deutscher Politiker (Bayernpartei, CSU)

### Wehh
- Wehha, König des angelsächsischen Königreichs East Anglia

### Wehi
- Wehinger, Anna Maria (1853–1922), deutsche Kochlehrerin und Verfasserin des Dornbirner Kochbuchs
- Wehinger, Annacrescenz (1910–1944), deutsche Steyler Missionsschwester und Märtyrin
- Wehinger, Corina (* 1987), Schweizer Unihockeyschiedsrichterin
- Wehinger, Dorothea (* 1953), deutsche Politikerin (Bündnis 90/Die Grünen), MdL
- Wehinger, Günter (* 1961), österreichischer Komponist und Jazzflötist
- Wehinger, Mathias (* 1997), österreichischer Fußballspieler

### Wehk
- Wehking, Christof (1924–2004), deutscher Autor
- Wehking, Heinrich (1899–1984), deutscher Landwirt und Politiker (CDU), MdL, MdB
- Wehking, Lennart (* 1985), deutscher Tischtennisspieler und -trainer
- Wehking, Sabine (* 1956), deutsche Germanistin und Historikerin

### Wehl
- Wehl, Achim (1863–1930), württembergischer Generalmajor
- Wehl, Feodor von (1821–1890), deutscher Schriftsteller
- Wehl, Fritz (1848–1925), deutscher Lederfabrikant und Politiker (NLP), MdR
- Wehl, Gertrud (1920–2015), deutsche Missionarin
- Wehl, Michael (* 1990), deutscher Volleyballspieler
- Wehl-Rosenfeld, Gertrud (1891–1976), deutsche Klavierpädagogin und Pianistin
- Wehlage, Holger (* 1976), deutscher Fußballspieler
- Wehlan, Kornelia (* 1961), deutsche Politikerin (Die Linke), MdL
- Wehland, Henning (* 1971), deutscher RockmusikerHenning Wehland (* 1971)

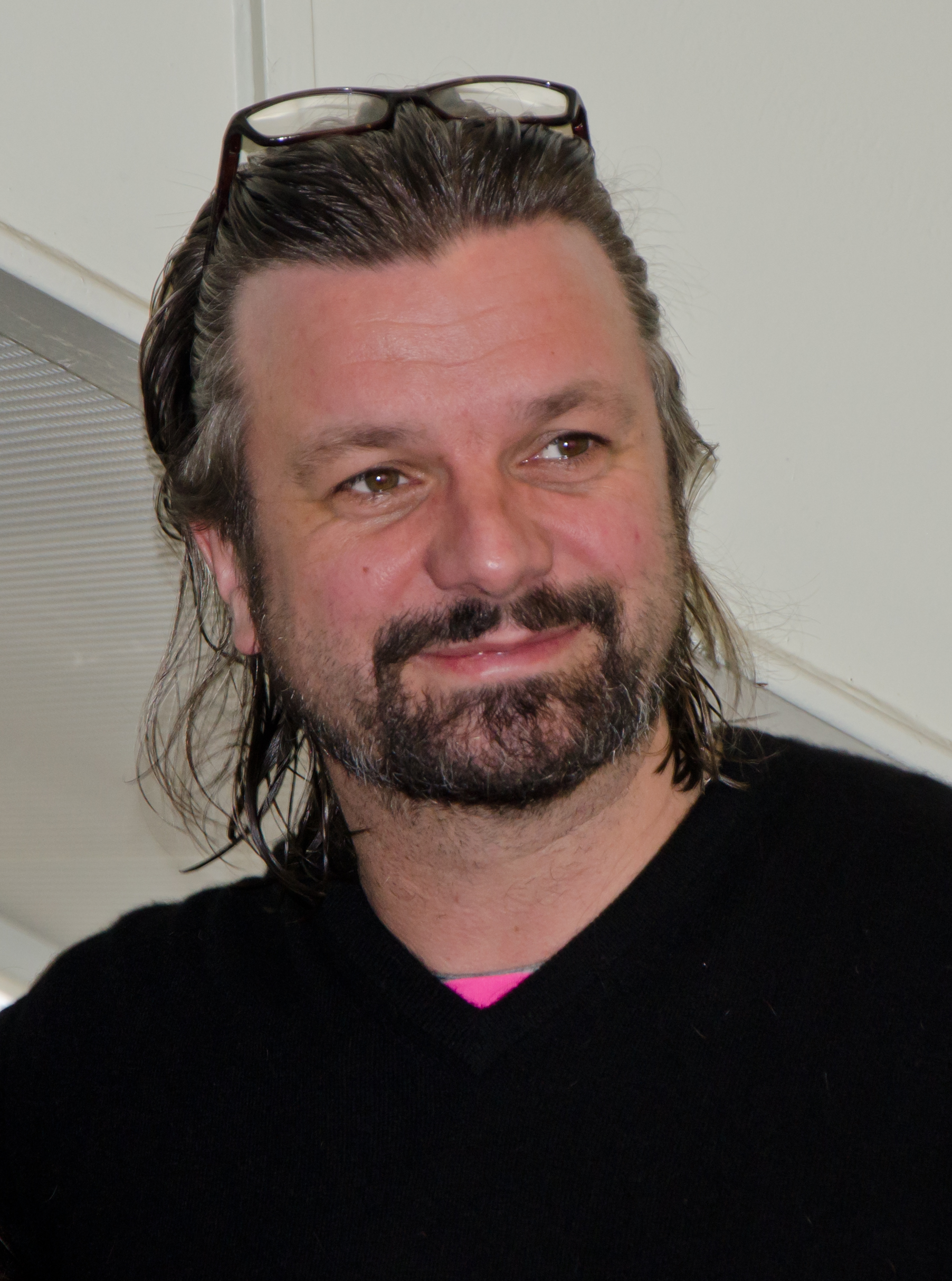
Henning Wehland (* 1971)

- Wehlauer, Peter (1942–2010), deutscher Koch
- Wehle, David (* 1981), österreichischer Schauspieler, Regisseur und Sänger
- Wehle, Fred (1924–2000), deutscher Grafiker
- Wehle, Gerhard (* 1924), deutscher Erziehungswissenschaftler und Hochschullehrer
- Wehle, Heinrich Theodor (1778–1805), deutsch-sorbischer Landschaftsmaler, Zeichner und Radierer
- Wehle, Ingeborg (1933–2020), deutsche autodidaktische Grafikerin
- Wehle, Madeleine (* 1968), deutsche Fernsehmoderatorin
- Wehle, Otto (1859–1928), deutscher Gelbgießer, Konstrukteur und Unternehmer
- Wehle, Peter (1914–1986), österreichischer Komponist, Autor und Kabarettist
- Wehle, Reiner (* 1954), deutscher Klarinettist und Professor an der Musikhochschule Lübeck
- Wehle, Sebastian (* 1989), deutscher Jazzmusiker und Komponist
- Wehle, Viktorinus Heinrich (1914–1945), deutscher Schulbruder und Märtyrer
- Wehle, Winfried (* 1940), deutscher Hochschullehrer und Romanist
- Wehlen, Emmy (1886–1977), deutsche Operettensängerin und Schauspielerin
- Wehlend, Jürgen (* 1965), deutscher Fußballfunktionär
- Wehler, Hans-Ulrich (1931–2014), deutscher HistorikerHans-Ulrich Wehler (1931–2014)

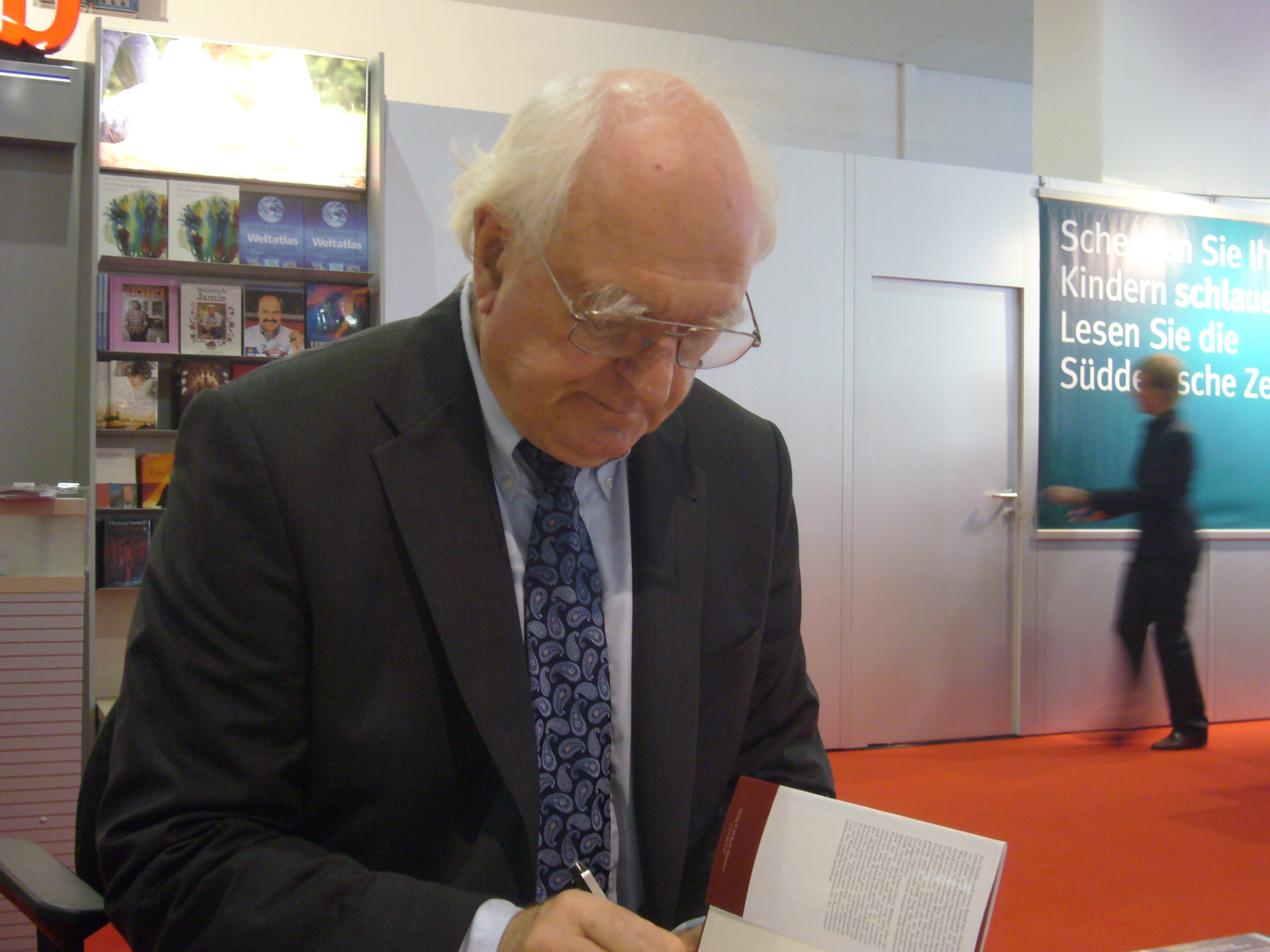
Hans-Ulrich Wehler (1931–2014)

- Wehler-Schöck, Anja (* 1978), deutsche Politikwissenschaftlerin und Journalistin
- Wehlim, Thomas Josef (* 1966), deutscher Schriftsteller
- Wehlin, Sune (1923–2020), schwedischer Moderner Fünfkämpfer
- Wehling, Arno (* 1947), brasilianischer Historiker, Universitätsprofessor und Forscher
- Wehling, Christa (1928–1996), deutsche Volksschauspielerin
- Wehling, Elisabeth (* 1981), deutsche Sprachwissenschaftlerin, Autorin und Beraterin
- Wehling, Georg (1644–1719), deutscher Schullehrer und Schriftsteller, Leiter der Ratsschule in Stettin
- Wehling, Gottfried (1862–1913), deutscher Architekt
- Wehling, Hans-Georg (1938–2021), deutscher Politikwissenschaftler
- Wehling, Hans-Werner (* 1949), deutscher Geograph
- Wehling, Heinz-Helmut (* 1950), deutscher Ringer
- Wehling, Klaus (* 1947), deutscher Kommunalpolitiker (SPD), Oberbürgermeister von Oberhausen
- Wehling, Olav F. (* 1978), deutscher Filmregisseur und Drehbuchautor
- Wehling, Peter (* 1954), deutscher Soziologe und Sachbuchautor
- Wehling, Thomas (* 1971), deutscher Schauspieler
- Wehling, Ulrich (* 1952), deutscher Skisportler
- Wehling, Will (1928–1975), deutscher Filmkritiker und Leiter der Westdeutschen Kurzfilmtage
- Wehlings, Sebastian (* 1973), deutscher Drehbuchautor und Songwriter
- Wehlisch, Claus (* 1972), deutscher Filmeditor
- Wehlisch, Kathrin (* 1974), deutsche Schauspielerin, Sängerin und Hörspielsprecherin
- Wehlitz, Kurt (1905–1968), deutscher Jurist, Ministerialbeamter
- Wehlmann, Carsten (* 1972), deutscher Fußballtorwart und -funktionärCarsten Wehlmann (* 1972)

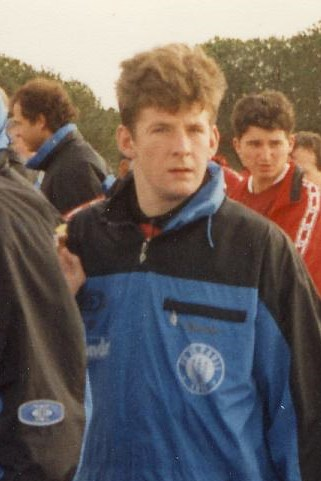
Carsten Wehlmann (* 1972)

- Wehlte, Kurt (1897–1973), deutscher Maler, Maltechniker, Restaurator

### Wehm
- Wehman, Mary Louise (1935–2021), US-amerikanische Schwimmerin
- Wehmann, Heinz Otto (* 1955), deutscher Koch und Kochbuchautor
- Wehmeier, Bodo (* 1954), deutscher Fußballspieler
- Wehmeier, Erwin (1909–1991), deutscher Politiker (CDU), MdL
- Wehmeier, Fritz (1897–1945), deutscher Politiker (NSDAP), MdR
- Wehmeier, Harald (* 1953), deutscher Journalist, Autor und Sprecher
- Wehmeier, Kai (* 1968), deutsch-amerikanischer Logiker und Philosoph
- Wehmeier, Manfred (* 1949), deutscher Fußballspieler
- Wehmeier, Marlon (* 1991), deutscher Sänger, Schauspieler und Musicaldarsteller
- Wehmeier, Stefan (* 1970), deutscher Schachspieler
- Wehmer, Carl (1858–1935), deutscher Chemiker und Mykologe
- Wehmer, Carl (1903–1978), deutscher Bibliothekar und Hochschullehrer
- Wehmer, Friedrich (1885–1964), deutscher Politiker (VdgB), MdV
- Wehmer, Justus († 1750), deutscher Architekt
- Wehmer, Martin (* 1966), deutscher Maler
- Wehmer, Richard (1854–1909), deutscher Mediziner
- Wehmeyer, Alfred (1919–1942), deutscher Luftwaffen-Offizier, zuletzt Oberleutnant im Zweiten Weltkrieg
- Wehmeyer, Bernd (* 1952), deutscher Fußballspieler und KlubmanagerBernd Wehmeyer (* 1952)

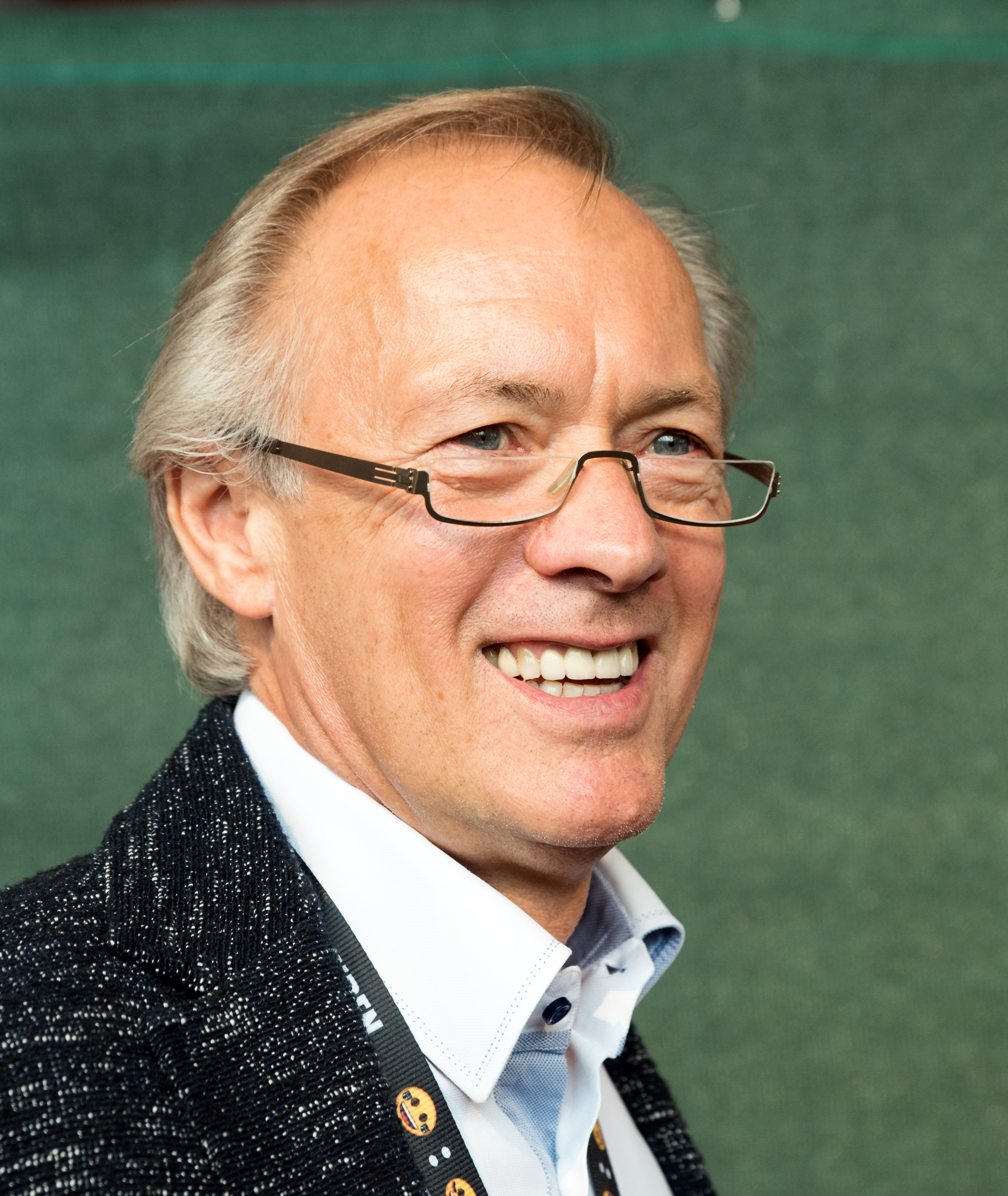
Bernd Wehmeyer (* 1952)

- Wehmeyer, Bernhard Heinrich (1809–1880), deutscher Jurist und Politiker, MdR
- Wehmeyer, Berthold (1925–1949), deutscher Mörder, letzter in West-Berlin hingerichteter Straftäter
- Wehmeyer, Grete (1924–2011), deutsche Pianistin, Lehrerin und Musikwissenschaftlerin
- Wehmeyer, Walter (* 1962), deutscher Filmemacher, Autor und Filmproduzent
- Wehmeyer-Münzing, Katrin (* 1945), deutsche Medizinerin und Dichterin

### Wehn
- Wehn, Henning (* 1974), deutscher Stand-up-ComedianHenning Wehn (* 1974)

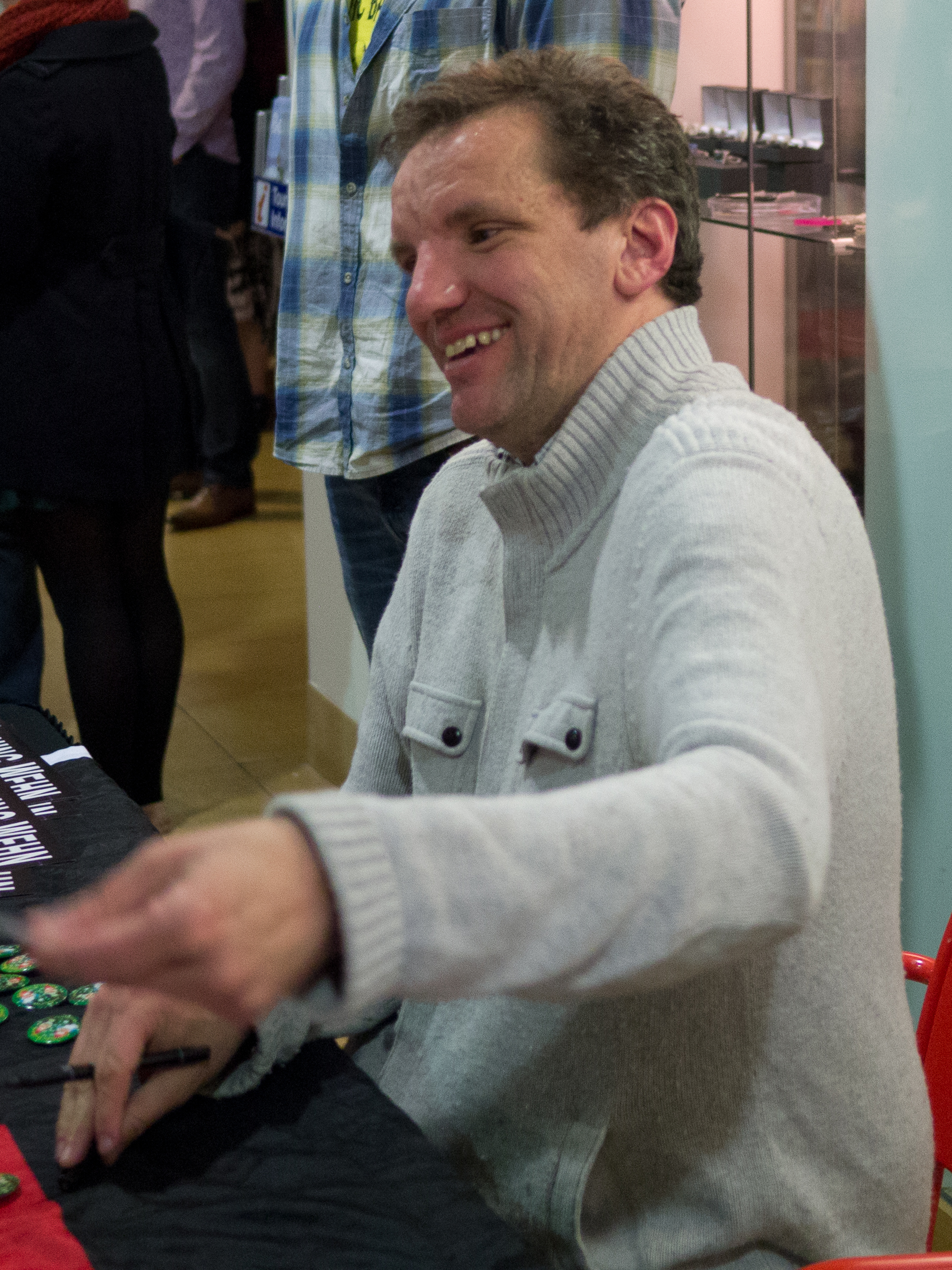
Henning Wehn (* 1974)

- Wehn, Jan (* 1986), deutscher Journalist, Autor, Ghostwriter und Podcaster
- Wehn, Karin (* 1967), deutsche Medienwissenschaftlerin, Kuratorin und Journalistin
- Wehn, Lisa (1883–1964), deutsche Schauspielerin
- Wehn, Norbert (* 1959), deutscher Elektrotechniker und Professor für Mikroelektronik an der TU Kaiserslautern
- Wehnelt, Arthur (1871–1944), deutscher Physiker
- Wehnelt, Herbert (1918–2007), deutscher Generalleutnant der Luftwaffe der Bundeswehr
- Wehnelt, Kai (* 1995), deutscher Tennisspieler
- Wehner, Adrian (* 1982), deutscher Handballspieler
- Wehner, Anton von (1850–1915), bayerischer Verwaltungsbeamter und Politiker
- Wehner, Arthur (* 2005), deutscher Volleyballspieler
- Wehner, Bernhard (1909–1995), deutscher Kriminalrat, SS-Hauptsturmführer und Spiegel-Autor
- Wehner, Burkhard (* 1946), deutscher Staats- und Gesellschaftswissenschaftler, Ökonom, Romanautor, Publizist
- Wehner, Carl (1838–1912), deutscher Flötist und Komponist
- Wehner, Carl Andreas von (1738–1766), preußischer Landrat
- Wehner, Christian Friedrich (1775–1862), deutscher Politiker, Bürgermeister von Chemnitz (1832–1846)
- Wehner, Christina (* 1971), deutsche Juristin
- Wehner, Eduard Lyonel (1879–1952), deutscher Architekt
- Wehner, Ernst (1894–1976), deutscher Kommunalpolitiker (CDU)
- Wehner, Ernst (1931–2011), deutscher Psychologe und Professor
- Wehner, Franz (1898–1970), deutscher Politiker (SED)
- Wehner, Friedrich (1890–1966), deutscher Politiker (CDU), MdBB
- Wehner, Friedrich (1909–1997), deutscher Verwaltungsjurist
- Wehner, Gerd (1941–2018), deutscher Historiker
- Wehner, Gottfried K. (1910–1996), deutscher Physiker
- Wehner, Greta (1924–2017), deutsche Sozialdemokratin
- Wehner, Günter (1906–2002), deutscher Chemiker, Metallurg und Physiker
- Wehner, Gustav (1877–1958), deutscher Kapitän zur See der Kriegsmarine und Genealoge
- Wehner, Harald (1938–2012), deutscher Fußballspieler
- Wehner, Heinz (* 1908), deutscher Jazzmusiker, Arrangeur und Kapellmeister
- Wehner, Heinz (1934–2012), deutscher Wirtschaftshistoriker und Hochschullehrer
- Wehner, Herbert (1906–1990), deutscher Politiker (KPD, SPD), MdL, MdB, MdEPHerbert Wehner (1906–1990)

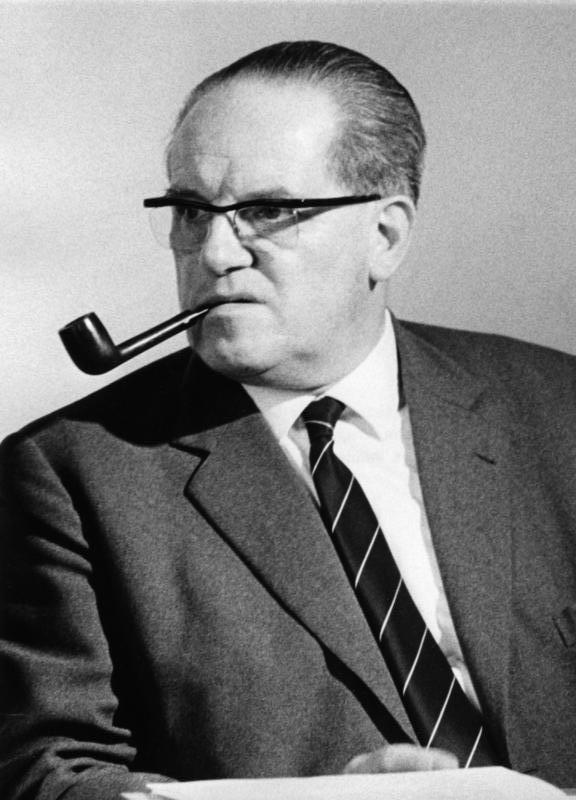
Herbert Wehner (1906–1990)

- Wehner, Horst (* 1952), deutscher Politiker (Die Linke), MdL
- Wehner, Jochen (1936–2020), deutscher Dirigent, Produzent und Arrangeur
- Wehner, Johann Andreas (1785–1860), deutscher Pädagoge, Moorkommissar und Mitglied der Ständeversammlung des Königreichs Hannover
- Wehner, Johanna (* 1981), deutsche Regisseurin
- Wehner, Josef (1856–1942), deutscher Kaufmann, Mitglied des Provinziallandtages der Provinz Hessen-Nassau
- Wehner, Josef Magnus (1891–1973), deutscher Schriftsteller und Bühnenautor
- Wehner, Karl (1875–1957), deutscher Politiker (SPD), MdL
- Wehner, Kay (* 1971), deutscher Fußballtorhüter
- Wehner, Klaus (1942–1993), deutscher Maler
- Wehner, Markus (* 1963), deutscher Journalist
- Wehner, Martin (1945–2025), deutscher Politiker (SPD), MdL
- Wehner, Nikolaus (1901–1942), deutscher Politiker (NSDAP), MdR und MdL Preußen
- Wehner, Oliver (* 1984), deutscher Politiker (CDU), MdL
- Wehner, Paul Matthias (1583–1612), deutscher Jurist
- Wehner, Rüdiger (* 1940), deutscher Neuro-, Sinnes- und Verhaltensbiologe
- Wehner, Rudolf (1908–1980), deutscher Parteifunktionär (SPD/KPD/SED)
- Wehner, Stefan (* 1969), deutscher Physiker und Oberflächenphysiker
- Wehner, Stephanie (* 1977), deutsche Physikerin und Informatikerin
- Wehner, Theo (* 1949), deutscher Psychologe und Arbeitswissenschaftler
- Wehner, Thorsten (* 1967), deutscher Politiker (SPD), MdL
- Wehner, Walter (* 1949), deutscher Schriftsteller
- Wehner, Werner (* 1945), deutscher Fußballtorhüter
- Wehner, Wilhelm († 1863), deutscher Verwaltungsjurist
- Wehner, Wilhelm (1879–1972), deutscher Landrat, letzter Direktor der Provinz Rheinhessen
- Wehner, William (1847–1928), deutschamerikanischer Geschäftsmann und Unternehmer
- Wehner, Willy (* 1922), deutscher Neuerer
- Wehner, Wolfgang (* 1959), deutscher Politiker (CDU) und Volleyballfunktionär
- Wehnert, Adam (1890–1945), deutscher römisch-katholischer Buchhändler und Märtyrer
- Wehnert, Bruno (1875–1959), deutscher Gymnasiallehrer und Religions- und Sprachwissenschaftler
- Wehnert, Detlef (* 1943), deutscher Politiker (PDS), MdL
- Wehnert, Gunter (* 1965), deutscher Tennisspieler
- Wehnert, Günther (* 1921), deutscher Funktionär und Politiker (LDPD), MdV
- Wehnert, Herbert (* 1947), deutscher Handballspieler und Handballtrainer
- Wehnert, Jürgen (* 1952), deutscher evangelischer Theologe
- Wehnert, Wolf-Gerhard (* 1961), deutscher Politiker (SPD), MdHB
- Wehnert, Wolfram (* 1941), deutscher Chorleiter und Dirigent
- Wehnert-Beckmann, Bertha (1815–1901), deutsche Fotografin

### Weho
- Wehofer, Thomas Maria (1870–1902), Kirchen- und Philosophiehistoriker
- Wehowsky, Wolfgang (1912–1981), deutscher evangelischer Theologe
- Wehowsky, Wolfgang (* 1950), deutscher Politiker (SPD), MdL

### Wehr
- Wehr, Albert (1895–1987), deutscher Feinmechanikermeister und Politiker (SPD), Bürgermeister und MdL Bayern
- Wehr, Andreas (* 1954), deutscher Buchautor
- Wehr, Barbara (* 1947), deutsche Romanistin und Sprachwissenschaftlerin
- Wehr, Elke (1946–2008), deutsche Übersetzerin
- Wehr, Elke (* 1968), deutsche Schauspielerin
- Wehr, Gerhard (1931–2015), deutscher evangelischer Theologe und Sachbuchautor
- Wehr, Hans (1909–1981), deutscher ArabistHans Wehr (1909–1981)

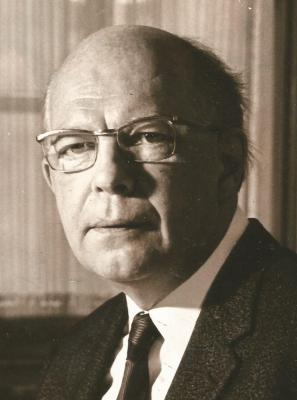
Hans Wehr (1909–1981)

- Wehr, Hugo (1928–2000), deutscher Orgelbauer
- Wehr, Julius (1881–1962), preußischer Landrat
- Wehr, Karl-Heinz (1930–2015), deutscher Boxsportfunktionär
- Wehr, Lothar (* 1958), deutscher Theologe, Professor für Neues Testament
- Wehr, Marcel (* 1990), deutscher Fußballspieler
- Wehr, Marco (* 1961), deutscher Physiker und Tänzer
- Wehr, Mathias (* 1984), deutscher Dirigent und Klarinettist
- Wehr, Matthias (1892–1967), römisch-katholischer Geistlicher und Bischof von Trier
- Wehr, Norbert (* 1956), deutscher Publizist
- Wehr, Oskar (1837–1901), deutscher Rittergutsbesitzer und Politiker (NLP), MdR
- Wehr, Oskar (1886–1968), deutscher Konteradmiral der Kriegsmarine
- Wehr, Otto (1886–1960), deutscher evangelischer Theologe
- Wehr, Peter (* 1934), deutscher Künstler und Typograph
- Wehr, Philipp (1906–1960), deutscher Politiker (SPD), MdB
- Wehr, Wesley Conrad (1929–2004), US-amerikanischer Maler, Komponist, Schriftsteller und Paläobotaniker
- Wehr-Hasler, Sabine (* 1967), deutsche Snowboarderin in der Disziplin Halfpipe
- Wehrden, Henrik von (* 1976), deutscher Nachhaltigkeitwissenschaftler
- Wehren, Bernd (* 1970), deutscher Lehrer und Schulbuchautor
- Wehren, Hans K. (1921–1988), deutscher Schriftsteller
- Wehren, Wilhelm (1914–1999), deutscher Politiker (CDU), MdL
- Wehrenberg, Bernd (* 1949), deutscher Volleyball-Nationalspieler
- Wehrenbold, Caspar Diedrich (1796–1851), Unternehmer und Mitgründer der Gewerkschaft Eisenhütte Westfalia in Altlünen-Wethmar
- Wehrenbold, Johann Dietrich (1817–1893), deutscher Hüttenbesitzer und Mitglied des Provinziallandtages der Provinz Hessen-Nassau
- Wehrenbrecht, Birte (* 1980), deutsche Basketballspielerin
- Wehrend, Axel (* 1967), deutscher Tierarzt und Hochschullehrer
- Wehrenfennig, Arnold (1867–1937), evangelischer Pfarrer in Innsbruck
- Wehrenfennig, Erich (1872–1968), deutscher evangelischer Pfarrer
- Wehrenfennig, Gottfried (1873–1950), österreichisch-sudetendeutscher Pfarrer und Bundesführer des Bundes der Deutschen
- Wehrenfennig, Hermann (1822–1881), österreichischer Architekt
- Wehrenfennig, Johann Theodor (1794–1856), Superintendent
- Wehrenpfennig, Wilhelm (1829–1900), deutscher Publizist, Beamter und Politiker (NLP), MdR
- Wehrens, Bernhard (* 1934), deutscher EU-Beamter
- Wehrens, Jan (1945–2023), niederländischer Künstler
- Wehrer, Albert (1895–1967), luxemburgischer Jurist und Mitglied der Montanunion
- Wehrfritz, Hugo (1806–1888), deutscher Unternehmer in der Papierindustrie und nassauischer Politiker
- Wehrhahn, Albert (1848–1942), deutscher Pädagoge, Wegbereiter des Hilfsschul- und Sonderschulwesens
- Wehrhahn, Matthias (* 1963), deutscher Verleger und Herausgeber
- Wehrhahn, Wilhelm (1857–1926), deutscher Lehrer, Botaniker, Flurnamensammler, Heimatforscher und Fotograf
- Wehrhan, Karl (1871–1939), deutscher Lehrer, Schriftsteller und Sprachforscher
- Wehrheim, Jan (* 1967), deutscher Soziologe und Hochschullehrer
- Wehrheim, Katrin (* 1974), deutsche Mathematikerin und Hochschullehrerin
- Wehrheim, Michael (1959–2011), deutscher Wirtschaftswissenschaftler und Tischtennisspieler
- Wehrheim, Peter (* 1964), deutscher Agrarökonom und Abteilungsleiter in der Europäischen Kommission
- Wehrhoff, Siegfried (* 1964), deutscher Kfz-Schlosser
- Wehrl, Franz (1932–2010), deutscher römisch-katholischer Geistlicher und Professor für Kirchengeschichte
- Wehrl, Hans (1905–1995), deutscher Schauspieler
- Wehrl, Rudolf (1903–1965), österreichischer Politiker (SPÖ)
- Wehrle, Adolf (1846–1915), deutscher Pfarrer der römisch-katholischen Kirche, Politiker und Publizist
- Wehrle, Alexander (* 1975), deutscher FußballfunktionärAlexander Wehrle (* 1975)

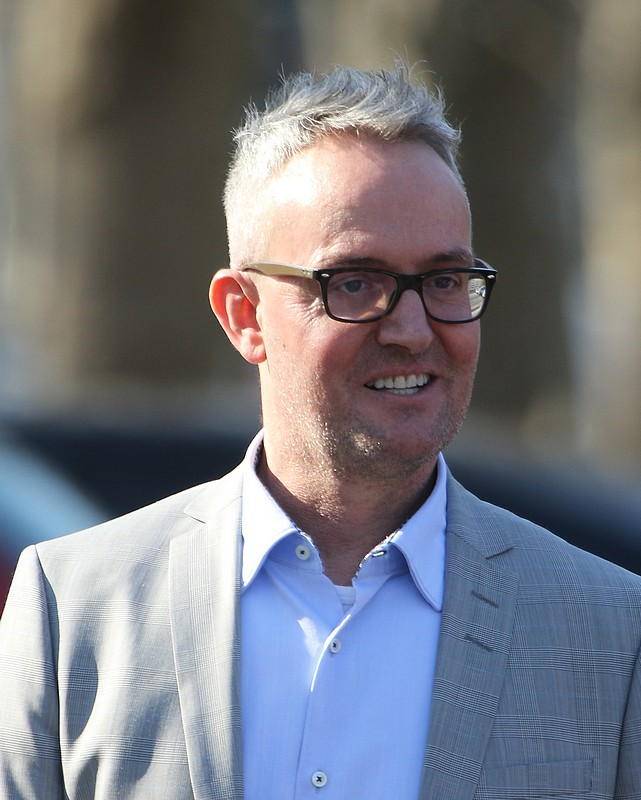
Alexander Wehrle (* 1975)

- Wehrle, Alois (1791–1835), Chemiker im Kaisertum Österreich
- Wehrle, Charly (* 1949), deutscher Hüttenwirt, Bergsteiger und Buchautor
- Wehrle, Emil (1891–1962), deutscher Wirtschaftswissenschaftler und Jurist
- Wehrle, Friedrich (* 1952), deutscher Manager, Aufsichtsratsvorsitzender der Bastei Lübbe Verlag AG
- Wehrle, Gustav (1900–1964), deutscher Schauspieler, Theaterregisseur, Hörspiel- und Synchronsprecher
- Wehrle, Hermann Josef (1899–1944), deutscher katholischer Priester und Widerstandskämpfer
- Wehrle, Hugo (1847–1919), deutscher Violinist, Musikdirektor, Komponist und Musikpädagoge
- Wehrle, Josef (* 1943), deutscher Holzbildhauer
- Wehrle, Josef (1947–2021), deutscher Theologe und Hochschullehrer
- Wehrle, Kurt (1905–1976), deutscher Verwaltungsjurist, NS-Polizeipräsident, SS-Sturmbannführer und Landrat
- Wehrle, Kurt (1938–1994), Schweizer Historiker
- Wehrle, Martin (* 1970), deutscher Journalist, Sachbuchautor und Karriereberater
- Wehrle, Mike (* 1976), deutscher Koch
- Wehrle, Paul (1923–2013), deutscher Musikpädagoge und Chorleiter
- Wehrle, Paul (* 1940), deutscher Geistlicher, römisch-katholischer Theologe, Weihbischof im Erzbistum Freiburg
- Wehrle, Roland (* 1927), deutscher Fußballspieler
- Wehrle, Timo (* 1996), deutscher Fußballspieler
- Wehrle, Vincent de Paul (1855–1941), US-amerikanischer Geistlicher, Bischof von Bismarck
- Wehrlein, Pascal (* 1994), deutscher AutomobilrennfahrerPascal Wehrlein (* 1994)

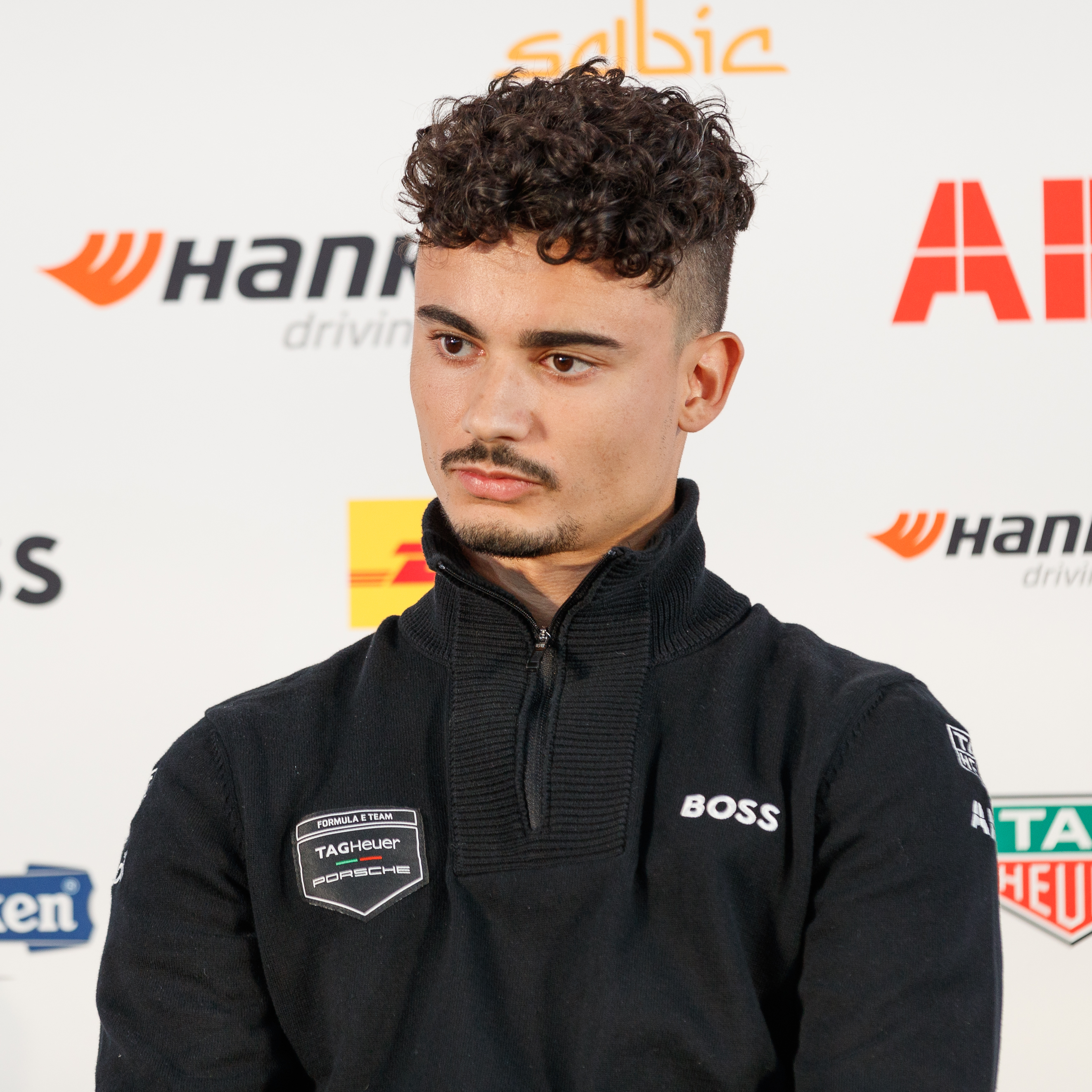
Pascal Wehrlein (* 1994)

- Wehrli, Artur (1876–1915), Schweizer Fotograf
- Wehrli, Bernhard (* 1957), Schweizer Chemiker
- Wehrli, Bruno (1867–1927), Schweizer Fotograf
- Wehrli, Christoph (1928–2010), Schweizer Mathematiker, Mechaniker und Hochschullehrer
- Wehrli, Edmund (1904–2002), Schweizer Jurist und Offizier
- Wehrli, Ernst (1892–1970), Schweizer Maler
- Wehrli, Friedrich (1858–1925), Schweizer Architekt
- Wehrli, Fritz (1902–1987), Schweizer Gräzist
- Wehrli, Fritz (* 1950), Schweizer Radrennfahrer
- Wehrli, Hans (1902–1978), deutscher Geologe
- Wehrli, Hans J. (1871–1945), Schweizer Geograph und Ethnologe
- Wehrli, Hans Peter (* 1952), Schweizer Wirtschaftswissenschaftler
- Wehrli, Harry (1869–1906), Schweizer Unternehmer
- Wehrli, Johann Jakob (1790–1855), Schweizer Pädagoge
- Wehrli, Johann Ulrich (1794–1839), Schweizer Komponist
- Wehrli, Josef (* 1954), Schweizer Radrennfahrer
- Wehrli, Karl (1843–1902), Schweizer Glasmaler
- Wehrli, Laurent (* 1965), Schweizer Politiker (FDP)
- Wehrli, Leo (1870–1954), Schweizer Geologe, Paläontologe, Fotograf und Forschungsreisender
- Wehrli, Max (1909–1998), Schweizer Literaturwissenschaftler und Germanist
- Wehrli, Peter K. (* 1939), Schweizer Fernsehjournalist und Schriftsteller
- Wehrli, René (1910–2005), Schweizer Kunsthistoriker
- Wehrli, Reto (* 1965), Schweizer Rechtsanwalt und Politiker (CVP)
- Wehrli, Roger (* 1947), US-amerikanischer Footballspieler
- Wehrli, Roger (* 1956), Schweizer Fussballspieler und -trainer
- Wehrli, Rudolf (* 1949), Schweizer Manager
- Wehrli, Ursus (* 1969), Schweizer Kabarettist, Aktionskünstler, FotografUrsus Wehrli (* 1969)

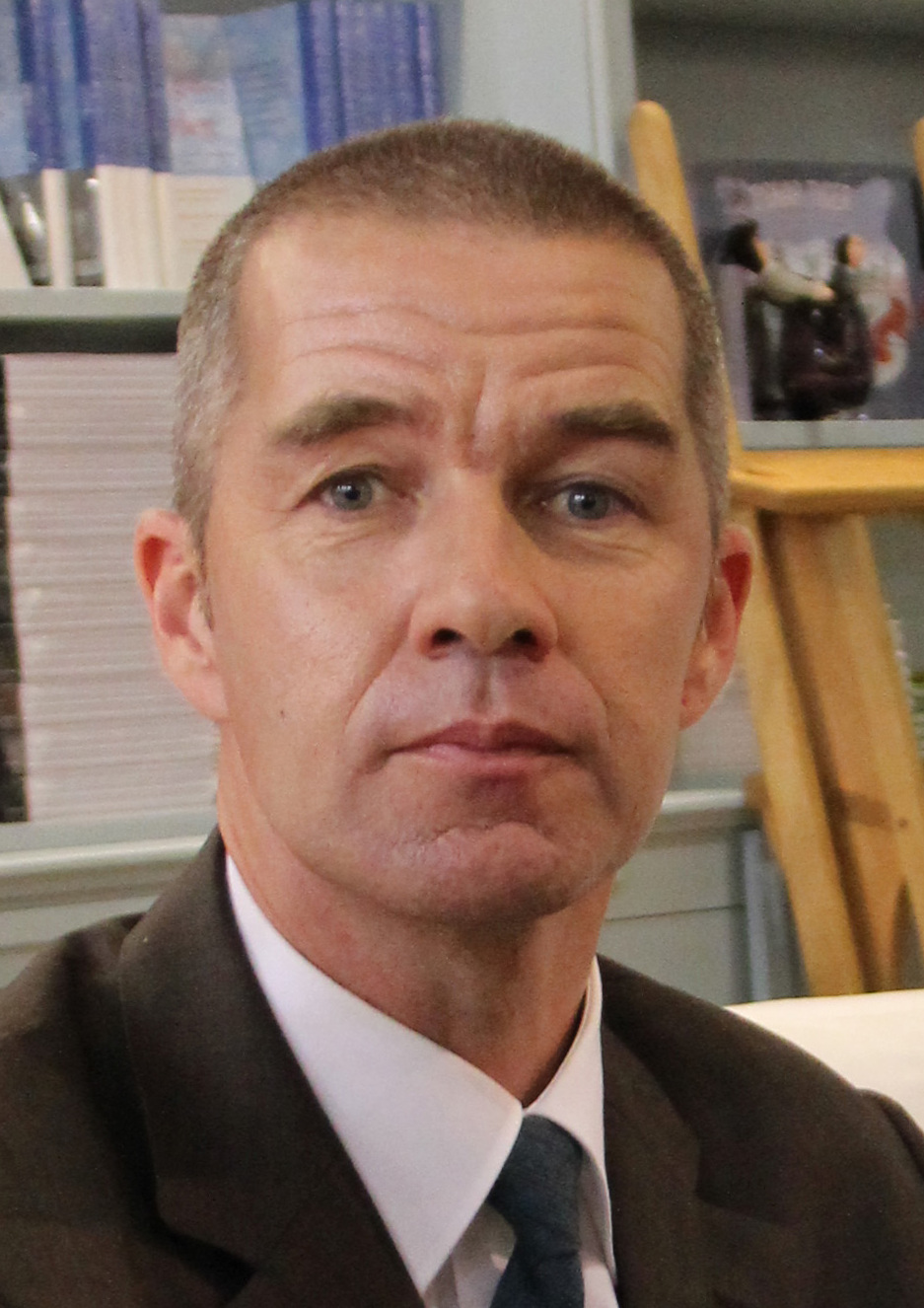
Ursus Wehrli (* 1969)

- Wehrli, Walter (1949–1980), Schweizer Kantonspolizist und Mordopfer
- Wehrli, Werner (1892–1944), Schweizer Komponist
- Wehrli-Frei, Hans (1927–2011), Schweizer Leichtathlet
- Wehrli-Knobel, Betty (1904–1998), Schweizer Journalistin, Frauenrechtlerin und Schriftstellerin
- Wehrlin, Johann Jakob (1734–1781), Schweizer Mäzen
- Wehrlin, Marc (1948–2022), Schweizer Filmfachmann, Rechtsanwalt und Politiker (Grüne Freie Liste)
- Wehrlin, Robert (1903–1964), Schweizer Maler, Grafiker und Illustrator
- Wehrling, Yann (* 1971), französischer Illustrator und Politiker (Les Verts bzw. MoDem)
- Wehrmann, Annette (1961–2010), deutsche Künstlerin und Autorin
- Wehrmann, August (1894–1970), deutscher Politiker (SPD)
- Wehrmann, Carl Friedrich (1809–1898), deutscher Pädagoge und Historiker
- Wehrmann, Christopher (* 1976), deutscher Moderator und Journalist
- Wehrmann, Erhard (1930–2004), deutscher Fotograf
- Wehrmann, Fritz (1919–1945), deutscher Marinesoldat und Opfer der nationalsozialistischen Gewaltherrschaft
- Wehrmann, Fritz (1927–2003), deutscher Verwaltungsdirektor und Politiker (SPD), MdBB
- Wehrmann, Günter (1948–2010), deutscher Diplomat
- Wehrmann, Hermann (1897–1977), deutscher Maler, Grafiker und Restaurator
- Wehrmann, Jordy (* 1999), niederländischer Fußballspieler
- Wehrmann, Jürgen (1917–1998), deutscher Agrarwissenschaftler und Rektor der Leibniz Universität Hannover (1971–1972)
- Wehrmann, Leo (1840–1919), deutscher Verwaltungsjurist und Ministerialdirektor
- Wehrmann, Mareike, Kostümbildnerin
- Wehrmann, Mario (* 1975), niederländischer Snookerspieler
- Wehrmann, Martin (1861–1937), deutscher Historiker und Gymnasiallehrer
- Wehrmann, Martin (* 1965), deutscher Sprecher
- Wehrmann, Rudolf (1911–1980), deutscher KZ-Wachmann, verurteilter Kriegsverbrecher, SS-Rottenführer
- Wehrmann, Theodor (1819–1892), deutscher Gymnasiallehrer, Provinzialschulrat in Pommern
- Wehrmann, Wolfgang (1935–2025), österreichischer Nachrichtentechniker
- Wehrmeister, Siegfried (* 1949), deutscher Bildhauer
- Wehrmeyer, Stefan (* 1987), deutscher Entwickler und Datenjournalist
- Wehrmeyer, Werner (1931–2010), deutscher Botaniker, Phykologe, Zellbiologe und Hochschullehrer
- Wehrs, August von (1788–1830), deutscher Offizier und Schriftsteller
- Wehrs, Dorothea (1755–1808), deutsche Dichterin und Sachbuchautorin
- Wehrs, Georg Friedrich (1753–1818), deutscher Jurist und Autor
- Wehrs, Hans (1885–1953), deutscher Tierarzt
- Wehrs, Johann Christof (* 1943), deutscher Schauspieler
- Wehrs, Johann Thomas Ludwig (1751–1811), deutscher Theologe
- Wehrs, Kevin (* 1988), US-amerikanisch-ungarischer Eishockeyspieler
- Wehrs, Nikolai (* 1978), deutscher Historiker und Germanist
- Wehrschütz, Christian (* 1961), österreichischer JournalistChristian Wehrschütz (* 1961)

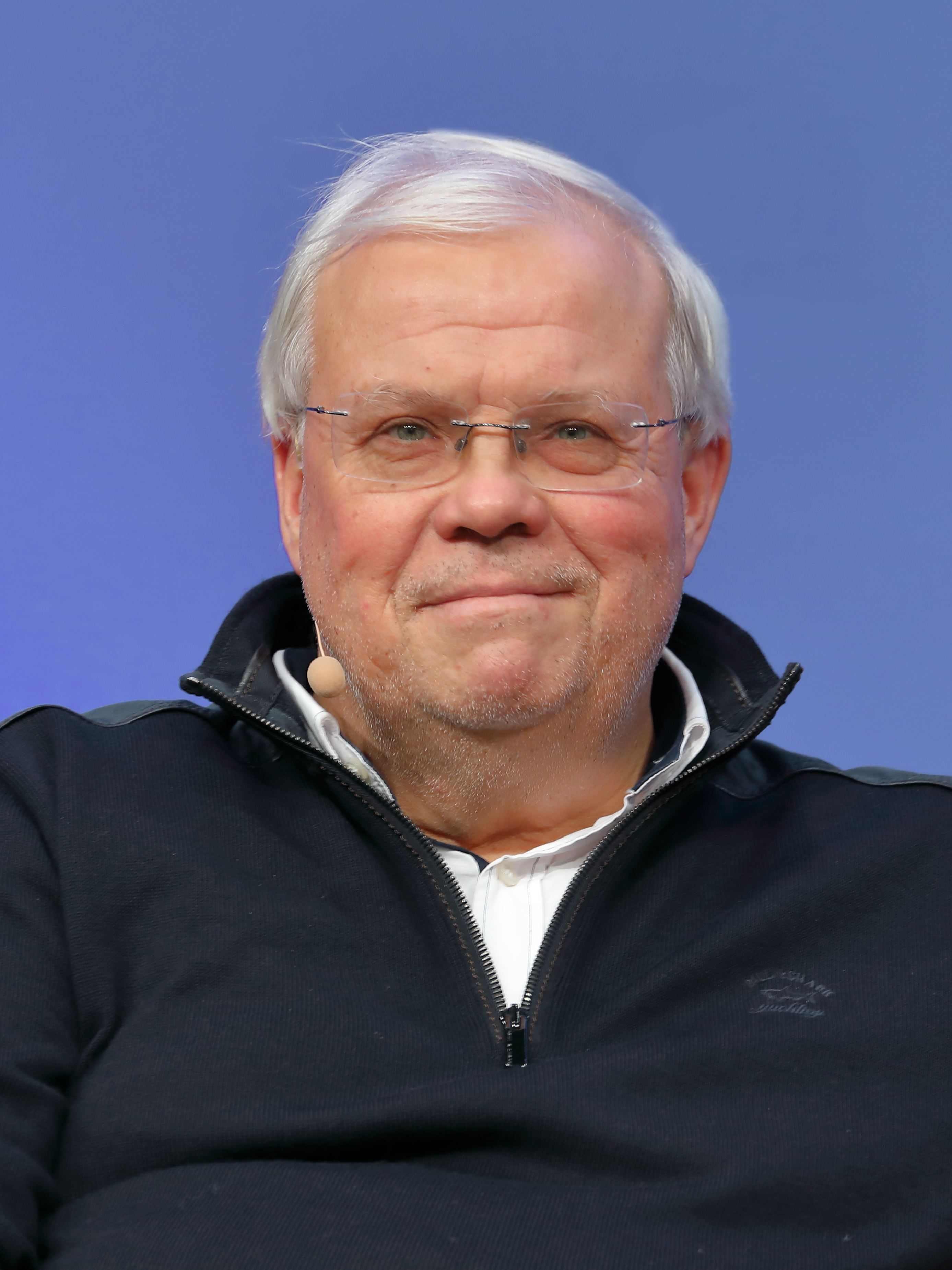
Christian Wehrschütz (* 1961)

- Wehrsen, Claudia (* 1984), deutsche Hürdenläuferin
- Wehrspohn, Ralf B. (* 1970), deutscher Physiker
- Wehrstedt, Franz (1899–1933), deutscher Kommunist und NS-Opfer
- Wehrstedt, Friedrich (1860–1947), deutscher Fabrikant
- Wehrstedt, Friedrich-Wilhelm (1907–1977), deutscher Diplomat und Botschafter
- Wehrt, August (1795–1856), deutscher Mathematiker, Zeichenlehrer und Lithograf
- Wehrt, Karl Dietrich (1747–1811), deutschbaltischer Theologe
- Wehrum, Wolfgang (1907–1971), deutscher Filmeditor und Filmregisseur
- Wehrung, Georg (* 1856), Landwirt, Bürgermeister und Mitglied der zweiten Kammer des Landtags des Reichslandes Elsaß-Lothringen
- Wehrung, Georg (1880–1959), deutscher evangelischer Theologe
- Wehrung, Herrad (1925–2010), deutsche Sopranistin
- Wehrung, Jacques (1835–1900), elsässischer Notar und Politiker, MdLA
- Wehry, Jannis (* 2001), deutscher Volleyballspieler

### Wehs
- Wehse, Hans Georg von (1555–1628), deutscher kurfürstlich-sächsischer Hofmarschall, Rat, Obersteuereinnehmer, Amtshauptmann des Amtes Stolpen, Rittergutsbesitzer sowie Oberstleutnant
- Wehselau, Albrecht (* 1937), deutscher Ruderer
- Wehselau, Mariechen (1906–1992), US-amerikanische Schwimmerin
- Wehsely, Sonja (* 1970), österreichische Politikerin (SPÖ), Managerin bei Siemens HealthcareSonja Wehsely (* 1970)

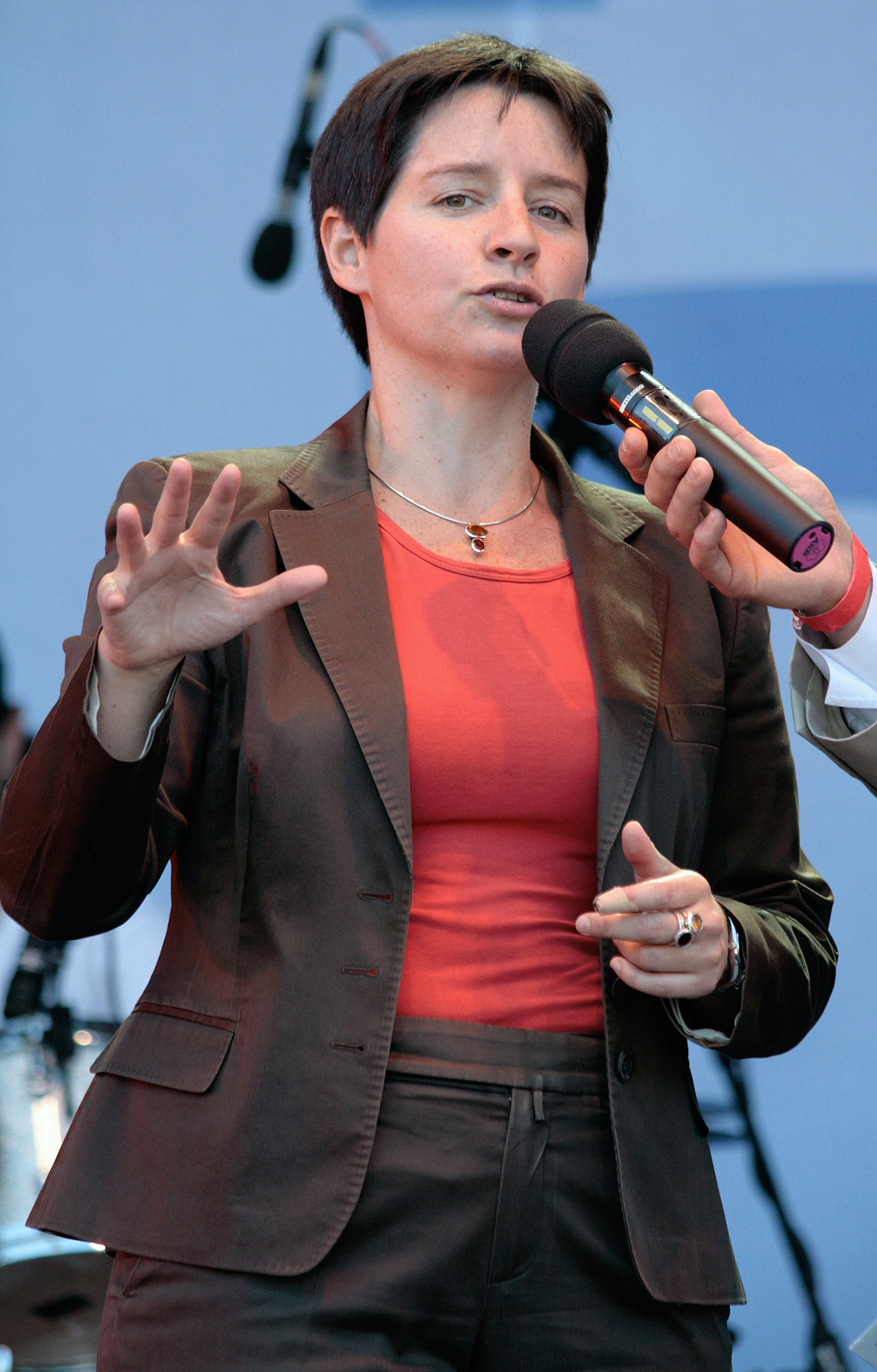
Sonja Wehsely (* 1970)

- Wehsely, Tanja (* 1972), österreichische Politikerin (SPÖ), Landtagsabgeordnete